# Szambelan papieski

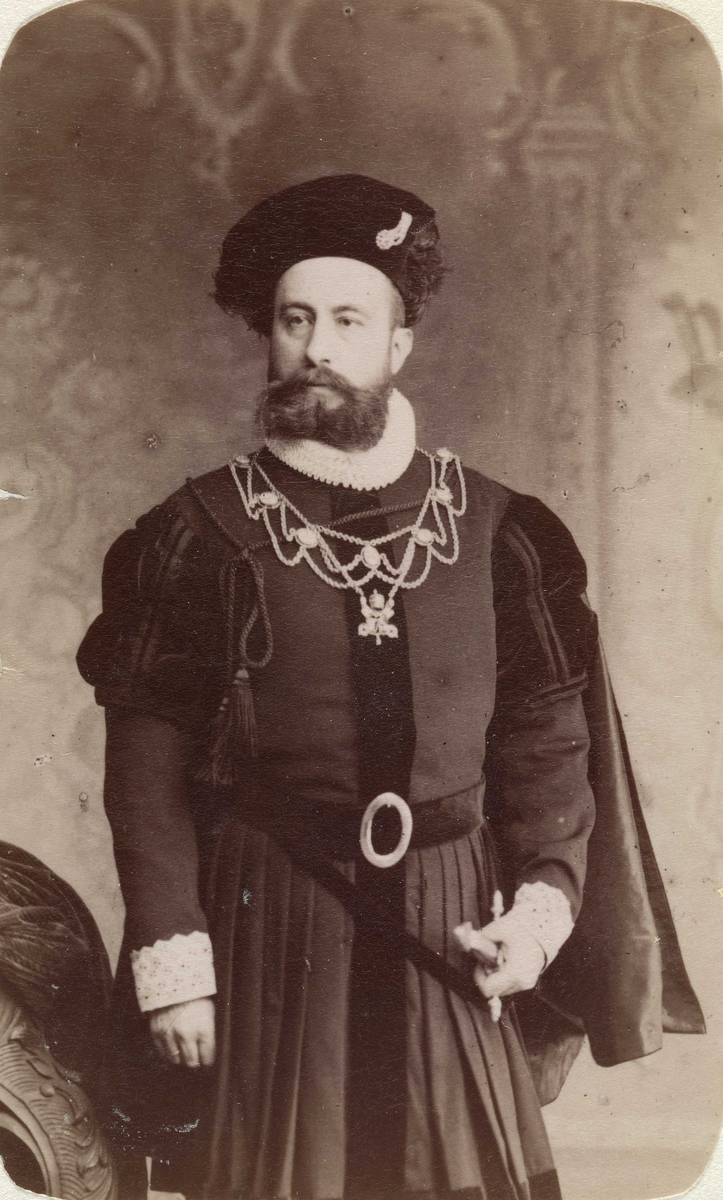
Baron Wilhelm Wedel-Jarlsberg w stroju szabelana papieskiego

Szambelan papieski, także podkomorzy (cameriere di cappa e spada – szambelan miecza i peleryny) – początkowo dworzanin papieski, mający dostęp do prywatnych pomieszczeń papieża, pełniący służbę przy jego osobie, obecnie także tytuł honorowy.
Stanowisko szambelana papieskiego było jedną z najwyższych nominacji, które mogły zostać przyznane w Kościele osobie świeckiej przez papieża. Nadawano je często członkom rodów szlacheckich oraz często wybitnym politykom i filantropom. Było to głównie honorowe wyróżnienie, ale szambelan służył papieżowi przez jeden tydzień w roku podczas oficjalnych uroczystości. 
Od czasów papieża Leona I (440–461) w Domu Papieskim przebywali dygnitarze, którzy osobiście pilnowali papieża w jego prywatnych apartamentach. Posiadali oni znaczne przywileje. Przed Soborem Watykańskim II zapewniali papieżowi osobistą pomoc podczas uroczystości państwowych jako członkowie Trybunału Papieskiego. W kościelnej heraldyce osoby zaszczycone stanowiskiem mogły do swojego herbu dodać złoty łańcuch, który otaczał ich godło.